# Rình mồi

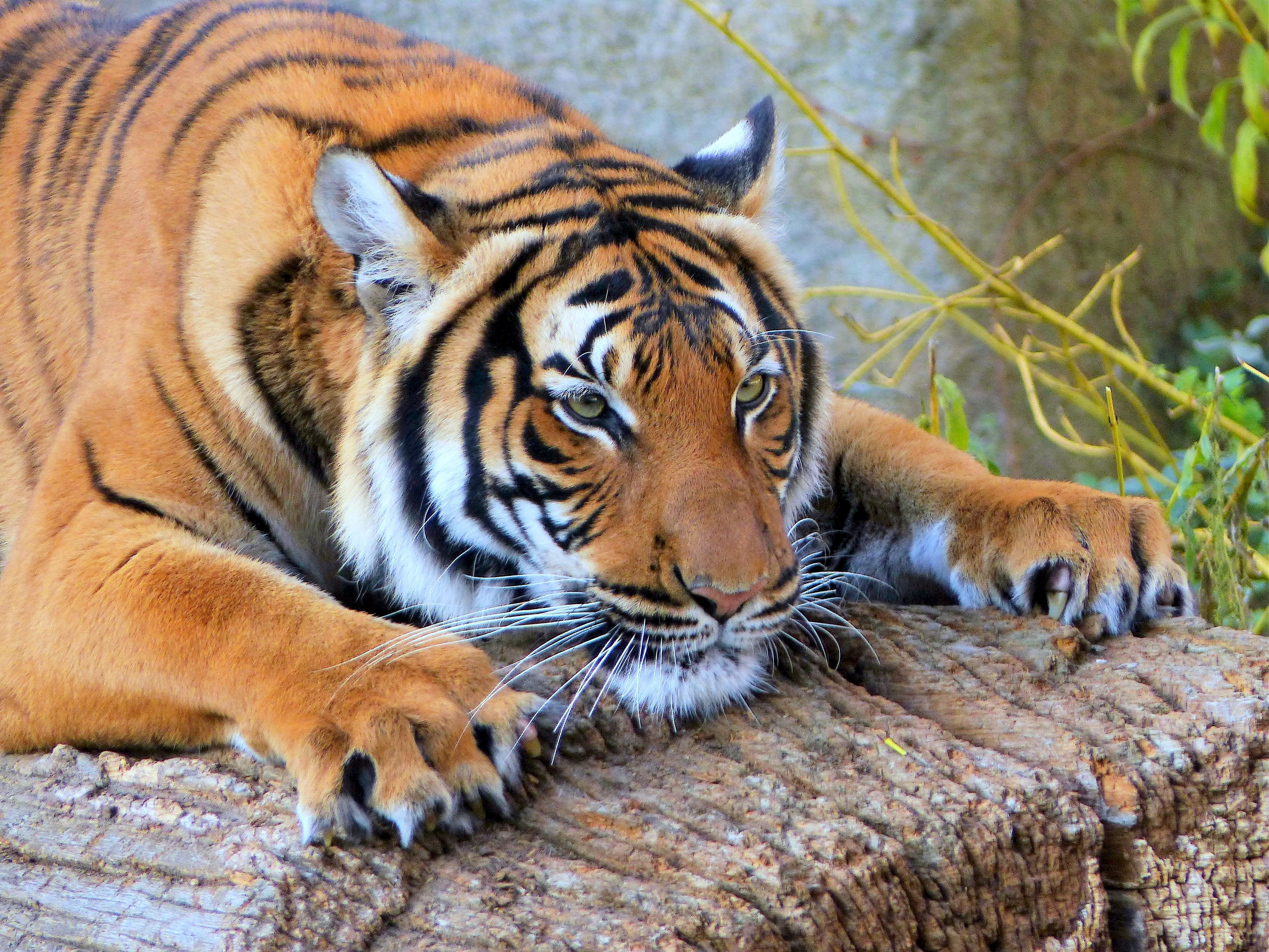
Một con hổ đang rình mồi, hổ là loài đặc trưng cho kiểu săn mồi phục kích, chúng được xem là kẻ rình rập khét tiếng, một kỹ năng thiên bẩm giúp chúng sinh tồn trong thiên nhiên khắt nghiệt

Rình mồi (hay còn gọi là săn mồi theo kiểu mai phục (ambush predator), săn mồi theo kiểu rình rập, phục kích, hoặc ngồi và chờ (sit-and-wait predators) là cách thức những loài động vật ăn thịt ẩn nấp ở một nơi để rình mồi. Chúng săn mồi bằng cách rình, vồ, đớp, chụp hay bẫy con mồi một cách lén lút chứ không phải bởi tốc độ hoặc bằng sức mạnh. Những kẻ rình mồi (săn mồi phục kích) thường bất động, ẩn nhẫn, giấu mình (đôi khi ẩn nấp thật kỹ) và đợi con mồi đến trong phạm vi tấn công trước khi lao đến vồ lấy nạn nhân, những kẻ rình rập thường sẽ ngụy trang và có tập tính sống đơn độc, dù vậy đuổi bắt con mồi trở thành một chiến lược tốt hơn so với săn mồi phục kích khi kẻ săn mồi nhanh hơn con mồi. Các sinh vật khác (chẳng hạn như một số loại nấm giun tròn và cây ăn thịt nắp ấm) cũng được xem là rình chờ con mồi.

## Chiến thuật
Ở động vật được đặc trưng bởi một con vật ẩn nấp từ một vị trí và sau đó nhanh chóng thực hiện một cuộc tấn công bất ngờ khi nạn nhân đi qua điểm tập kích, săn mồi theo kiểu mai phục đòi hỏi tính kiên trì và khả năng chọn thời điểm. Những động vật săn mồi theo kiểu phục kích thường vẫn bất động (đôi khi ẩn dấu) và chờ đợi con mồi đến trong khoảng cách phục kích trước khi tập kích. Bằng cách theo dõi và rình con mồi nhờ vào những nhóm giác quan đã hoàn hảo. Loài động vật có vú cùng một lúc sử dụng cả khứu giác, thị giác và thính giác, đây là giai đoạn đầu tiên trong quá trình săn mồi là giai đoàn lần theo mồi, dò tìm con mồi và theo dõi nạn nhân.
Những động vật ăn thịt có kích thước lớn tiến tới sát con vật săn (con mồi) mà không gây ra một tiếng động nào bằng cách lẩn trốn những cặp mắt sau những bình phong như hốc đá hay lùm cây và tránh được chiều gió thổi. Động vật săn mồi theo kiểu phục kích thường giỏi ngụy trang và có thể là động vật đơn độc. Cách thức này có thể ít nguy hiểm cho chúng. Hổ Sumatra là loài trá hình, ngụy trang như những đường vằn trên lưng con hổ lẫn vào trong môi trường để dễ dàng săn mồi hơn. Ba tính chất quan trọng lúc rình mồi là kín đáo, chăm chú theo dõi và nhanh nhẹn, dứt khoát khi tấn công, tập kích.
Có những kỹ thuật chính để săn bắt con mồi, các kiểu bắt mồi như theo đuổi, rình mồi, mai phục, thăm dò và tóm gọn con mồi. Sự rượt đuổi đòi hỏi những điều kiện thích nghi với tốc độ và sự nhanh nhẹn. Nhưng có rất nhiều chiến lược trung gian cho các động vật săn mồi theo kiểu phục kích; Ví dụ, khi một kẻ săn mồi theo đuổi là nhanh hơn so với con mồi của nó trên một khoảng cách ngắn, nhưng không phải trong một cuộc rượt đuổi dài, sau đó hoặc là rình rập hoặc phục kích trở nên cần thiết như là một phần của chiến lược. Mèo, báo, hổ, sư tử chủ yếu rình mồi rồi bất chợt vồ mồi và phù hợp với việc kiếm ăn trong rừng có những bụi cây rậm rạp, cỏ mọc cao. Cáo cũng rình mồi và vồ mồi bất chợt, nhiều khi chúng còn rượt đuổi con mồi à thích nghi vơi lối sống ở bìa rừng hoặc trong rừng thưa của cáo.

## Một số loài

### Cá sấu

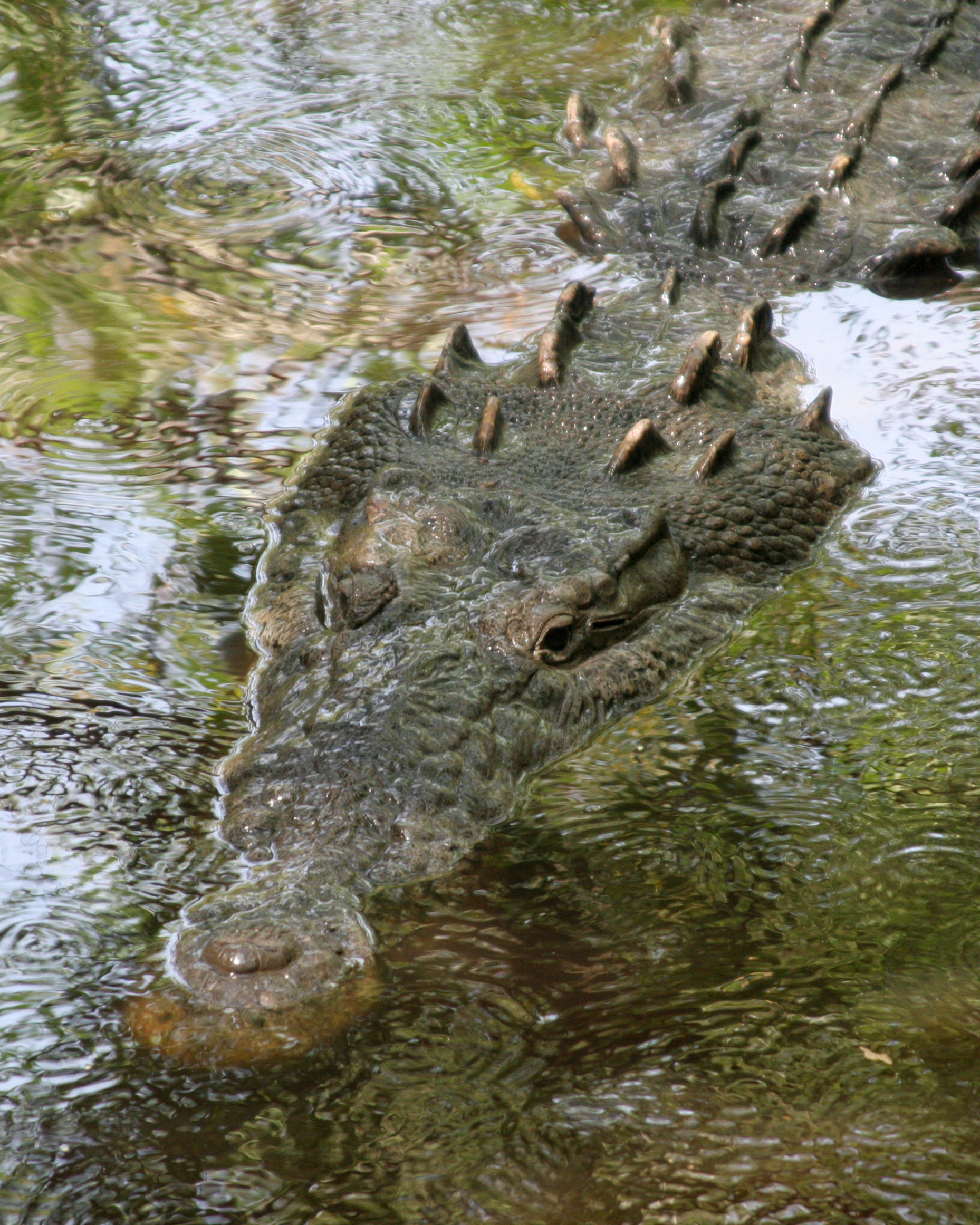
Một con cá sấu đang tiếp cận con mồi

Cá sấu là những kẻ đi săn kiểu mai phục, chúng chờ đợi cho cá hay động vật sống trên đất liền đến gần, sau đó tấn công chớp nhoáng. Sau khi dùng cú đớp trời giáng của mình, con cá sấu kéo nạn nhận xuống con sông để nhấn chìm tới ngạt thở. Chúng được biết đến là những sát thủ đầm lầy hay quái vật đầm lầy, chuyên mai phục ở những đầm lầy, cửa sông để táp con mồi. Khả năng ngụy trang bằng cách ngâm mình dưới nước cùng với tốc độ cao trong những khoảng cách nhỏ giúp chúng có hiệu quả trong việc săn bắt các con mồi lớn. Chúng ngoạm các con mồi như thế bằng trong các hàm cực khỏe và kéo con mồi xuống nước, và cố gắng giữ con mồi ở đó cho đến khi chúng bị chết đuối vì ngạt thở.
Chúng một kẻ săn mồi luôn ẩn mình dưới nước, ngụy trang lẫn trong môi trường, im lìm quan sát con mồi để lên kế hoạch giết gọn. Cá sấu, một kẻ săn mồi lén lút và cực kì tàn bạo. Với bộ hàm cực khỏe và những chiếc răng dài sắc nhọn, cá sấu săn nhiều loài khác nhau. Một vài loài, như cá sấu sông Nile, có thể đốn ngã những con mồi rất lớn như ngựa vằn hoặc trâu. Đặc trưng tấn công của nó là nằm chờ ở mé nước nơi động vật tìm đến uống nước và sau đó lôi tuột con vật không may xuống nước để bắt đầu cắn xé cho đển khi có được những khoanh thịt cho bữa ăn.
Không gì đe dọa bằng một kẻ săn mồi luôn ẩn mình dưới nước, ngụy trang lẫn trong môi trường, im lìm quan sát con mồi để lên kế hoạch giết gọn. Cá sấu, một kẻ săn mồi lén lút và cực kì tàn bạo. Với bộ hàm cực khỏe và những chiếc răng dài sắc nhọn, cá sấu săn nhiều loài khác nhau. Một vài loài, như cá sấu sông Nile, có thể đốn ngã những con mồi rất lớn như ngựa vằn hoặc trâu. Đặc trưng tấn công của nó là nằm chờ ở mé nước nơi động vật tìm đến uống nước và sau đó lôi tuột con vật không may xuống nước để bắt đầu cắn xé cho đển khi có được những khoanh thịt cho bữa ăn.

### Hải quỳ
Hải quỳ là những sinh vật trông như đoá hoa cử động được, nhưng thường ở yên một chỗ, bám vào đá ngầm. Nó vẫn phải ăn để sống nhưng vì không thể đuổi theo con mồi, nó nhờ đến các xúc tu gây ngứa, khi con mồi tiến đến gần, xúc tu gây ngứa phóng ra cơ man ngòi nọc li ti khiến con mồi ngứa ngáy và nhanh chóng tê liệt và chúng dùng xúc tu lôi nạn nhân lại để xử lý con mồi.

### Cá chó
Cá chó kiên nhẫn ẩn mình giữa cây cỏ dưới nước, chúng ngụy trang nhờ những đốm đen trắng trên người và lặng im bất động suốt một thời gian dài, chờ những con mồi lơ đãng đến đúng tầm. Khi thời cơ đến, cá chó lao ra, chộp con mồi bằng hai cái hàm chắc khỏe. Cá chó tấn công với tốc độ nhanh, nên khó có con mồi nào chạy thoát. Đến 90% thức ăn của cá chó là những con cá có kích thước nhỏ, nhưng cá chó cũng bắt ăn thêm bất cứ động vật sống nào mà hàm của chúng chộp được. 

### Trăn Anaconda
Trăn khổng lồ ngụy trang rất tốt trong các đầm lầy nên chúng dùng những vùng này làm nơi trú ngụ. Chúng giấu mình dưới nước và săn bằng cách quấn chặt thân quanh con mồi, xiết chặt khiến nạn nhân chết vì ngạt thở, vỡ nội tạng hoặc chảy máu bên trong. Sau khi con mồi chết, trăn khổng lồ sẽ nuốt toàn bộ nạn nhân vào trong bụng và dần dần tiêu hoá.

### Báo sư tử
Mặc dù có khả năng chạy nước rút, con báo sư tử thường là một động vật ăn thịt phục kích. Nó nằm trê cây, trên gờ tường, hoặc điểm khác, trước khi làm một bước nhảy vọt mạnh lên lưng của con mồi và một cổ cắn nghẹt thở. Báo sư tử có khả năng siết cổ của một số con mồi nhỏ hơn của nó với một vết cắn mạnh và dùng đà vật xuống đất. Cấu tạo của báo sư tử phù hợp với cái đầu tròn, to để siết con mồi và bộ móng vuốt để bấu con mồi.

### Hổ
Hổ là động vật săn mồi theo kiểu rình và vồ. Hổ săn mồi thích nơi có lùm cây để ẩn nấp, tấn công bất ngờ. Khi săn mồi, hổ tiếp cận con mồi một cách rón rén, tận dụng những thân cây, bụi rậm, mỏm đá để ẩn mình và hiếm khi chúng rượt đuổi con mồi từ xa, những đường vằn trên lưng con hổ lẫn vào trong môi trường để dễ dàng săn mồi hơn. Chúng di chuyển một cách cẩn trọng và nhẹ nhàng không gây ra tiếng động, ép sát thân xuống đất để con mồi khó phát hiện được. Khi áp sát con mồi thì hổ khống chế con mồi từ mọi góc độ, thông thường từ những cuộc tập kích và cắn cổ, thông thường là để làm gãy cột sống hay khí quản của con mồi, hay làm tổn thương tĩnh mạch hoặc động mạch chủ
Đối với việc tấn công con người, hổ không thường xuyên xâm nhập vào khu định cư của con người mà thường chọn giải pháp phục kích 
Thông thường những con hổ cái khi chọn tấn công con người thường tập kích một cách lén lút nhất là khi con người đang cúi xuống làm việc hoặc khi đang cắt cỏ, nhưng có thể nó sẽ thôi ý định này khi một người đã đứng thẳng. Hổ thường tấn công bất ngờ nạn nhân từ phía bên hoặc từ phía sau hoặc là tiếp cận hướng gió hoặc nằm trong chờ đợi theo hướng gió. nó sẽ tấn công người khi đơn độc, nó rất kiên nhẫn để chờ đợi điều này qua quá trình rình rập và đeo đuổi dai dẵng khi hổ tấn công mục tiêu, chúng sẽ vọt tới vồ đối thủ hoặc vụt dậy tát mạnh bằng bàn chân trước, hổ sẽ thực hiện một cú tát.

### Sư tử
Mặc dù sư tử cái dựa vào các chiến lược hợp tác để săn mồi, song sư tử đực ít hợp tác hơn, chúng vẫn sử dụng chiến thuật phục kích bằng sử dụng thảo nguyên rậm rạp cho cuộc săn mồi đơn độc theo kiểu mai phục. Vào ban đêm, sư tử cái săn mồi theo kiểu hợp tác dưới bóng tối bao trùm ở những nơi có thảm thực vật không có che chắn, trong khi sư tử đực thích săn mồi ở những thảm thực vật dày đặc hơn, bởi chúng cho rằng con mồi ở đây dễ tấn công hơn. Kiểu mai phục con mồi từ phía sau thảo nguyên có liên quan đến sự săn mồi thành công của các con sư tử đực mặc dù thiếu các chiến lược hợp tác mà các con cái thường dùng ở các đồng cỏ không có che chắn. Ngoài ra, bầy sư tử còn có thể thực hiện đồng loạt mai phục.

### Diệc đen Trung Phi
Diệc đen Trung Phi khi săn mồi chúng sẽ chúng sẽ đứng yên một chỗ, sải cánh tạo thành một vòng tròn, khiến nó giống như một tán cây. Các loài tôm, cá sẽ chui vào và chiếc mỏ sắc nhọn của diệc đen đã đợi sẵn ở đó, cắm xuống và bắt gọn con mồi. Sau đó, diệc đen sẽ bay sang vùng nước khác và lại thiết lập chiếc bẫy của mình.

### Chim ưng đuôi đỏ
Chim ưng đuôi đỏ sống trong những vùng cây cối rậm rạp, chủ yếu ở vùng Bắc Mỹ, nặng khoảng 3 - 4,4 kg, sải cánh dài gần 1,5m. Chúng thích sống ở những vùng rộng rãi và thường làm tổ trên cành cao nhất để dễ dàng quan sát con mồi xung quanh. Thức ăn ưa thích của nó là chuột, sóc dơi, chim bồ câu, các loài bò sát, cá, động vật giáp xác, côn trùng và giun đất. Khi phát hiện ra mục tiêu, nó sẽ phục kích từ trên cao, sau đó phóng xuống đớp lấy con mồi. Nếu con mồi quá to, nó sẽ dùng những móng vuốt sắc nhọn gắp giữ con mồi rồi ăn thịt. 

### Cá trê
Những con cá trê sống tại sông Tarn của Pháp có tên gọi Silurus glanis. Chúng được mệnh danh là "cá voi sát thủ" nước ngọt. Silurus glanis là một loài cá trê khổng lồ, con trưởng thành có chiều dài từ 1- 1,5m. Đây là loài cá nước ngọt lớn nhất tại châu Âu và lớn thứ 3 trên thế giới. Chúng là loài động vật ngoại lai, cư trú tại sông Tarn vào năm 1983. Sau khi đến cư trú, chúng đã thích nghi theo một cách đáng sợ. Silurus glanis săn cả chim bồ câu, những con cá trê khổng lồ tiến lại gần bờ, duỗi thẳng thân, sử dụng râu để cảm nhận sự rung động của nước. Khi chim bồ câu mất cảnh giác, cá trê nhảy lên khỏi mặt nước, đớp chặt chim bồ câu trước khi quẫy người xuống nước để nuốt mồi.

### Giun nhung
Giun nhung (tên khoa học là Onychophora) là một loài giun săn mồi vào ban đêm theo chiến thuật phục kích. Cơ thể của giun nhung chứa đầy chất lỏng, được bao bọc bởi một lớp da mỏng. Chúng di chuyển rất chậm chạp và thường ẩn nấp trong tầng thảm mục trên mặt đất. Chúng thường rình mồi khá lâu trước khi hành động. Giun nhung có thị lực kém do hoạt động chủ yếu trong bóng tối, nhưng bù lại chúng có bộ râu nhạy, có thể nhận biết những chuyển động nhỏ của con mồi. Khi chọn được thời điểm thích hợp, chúng bắn keo về phía con mồi. Loại chất lỏng được tiết ra này nhanh chóng khô và co lại, giữ lấy con mồi. Kẻ xấu số càng cố thoát thân thì càng bị dính chặt hơn. Giun nhung có thể triệt hạ những loại côn trùng có kích thước lớn hơn cơ thể mình nhiều lần.

### Cá ếch
Cá ếch thường (Antennarius commerson) là động vật sống đáy và chúng có khuynh hướng nằm trên một bề mặt cứng chứ không bơi, và có thể di chuyển hay "đi bộ" nhờ sử dụng các vây biến đổi như chân. Chúng có thể thay đổi màu sắc và hình dạng để ngụy trang theo các môi trường khác nhau. Cá ếch thường ăn các loài cá nhỏ hơn và có thể nằm yên lặng hoàn toàn, ngụy trang và đứng yên chờ con mồi đến. Thỉnh thoảng cá ếch có thể đong đưa mồi nhử của nó hoặc di chuyển thân mình để trông giống bất cứ thứ gì mà nó ngụy trang giống thứ đó. Khi bữa ăn tiếp cận đủ gần, nó lập tức há miệng thật lớn, tạo ra một vùng chân không hút con mồi vào. Cuộc tấn công chớp nhoáng chỉ 6 phần nghìn giây. Cá ếch cũng có thể mở to miệng và bao tử đủ lớn để nuốt các con mồi lớn hơn nó nhiều.

### T.Rex
Khủng long bạo chúa còn là loài săn mồi phục kích, chúng sẽ chờ đợi ở một lùm cây nào đó để rình con mồi, chờ khi con mồi đến gần, chúng lao ra với một lực xuất phát mạnh từ đôi chân nhiều cơ bắp, cơ thể to lớn cũng giúp chúng có động năng cao, chúng xông thẳng đến con mồi và tung ra một cú cắn chết người từ cặp hàm siêu khỏe của mình, sau đó giết và ăn thịt, cách săn mồi này giống với loài cá sấu là ẩn nấp, chờ con mồi và xông đến tấn công trong chớp nhoáng, và không loại trừ trường hợp khủng long bạo chúa sẽ tranh giành mồi của kẻ khác khi có cơ hội. Chúng đe dọa đối phương bằng cơ thể to lớn rồi cướp lấy con mồi để ăn vì chúng cần lượng thức ăn cực kỳ lớn nên cần phải ăn tạp mọi thứ có thể. Khủng long bạo chúa cần một lượng thức ăn lớn mỗi ngày nên việc xác thối thì chúng không thể chủ động được về nguồn thức ăn và ccơ chế tiến hóa cũng sẽ không cung cấp cho khủng long bạo chúa một cặp hàm siêu khỏe là cặp hàm có lực cắn mạnh nhất trong số tất cả các động vật trên cạn từng được ghi nhận.